# Groot Agelo
Groot Agelo (Nedersaksisch: Groot Oagel) is een buurtschap in de Twentse gemeente Dinkelland in de Nederlandse provincie Overijssel. Samen met Klein Agelo wordt het ook wel als geheel Agelo genoemd. Tot de gemeentelijke herindeling van 1 januari 2001 viel Groot Agelo onder de gemeente Denekamp.
In de omgeving vindt men voorbeelden van boerderijtjes en schuren met vakwerk, gebouwd in de tradiotionele stijl van de hallenhuisboerderij.

## Afbeeldingen

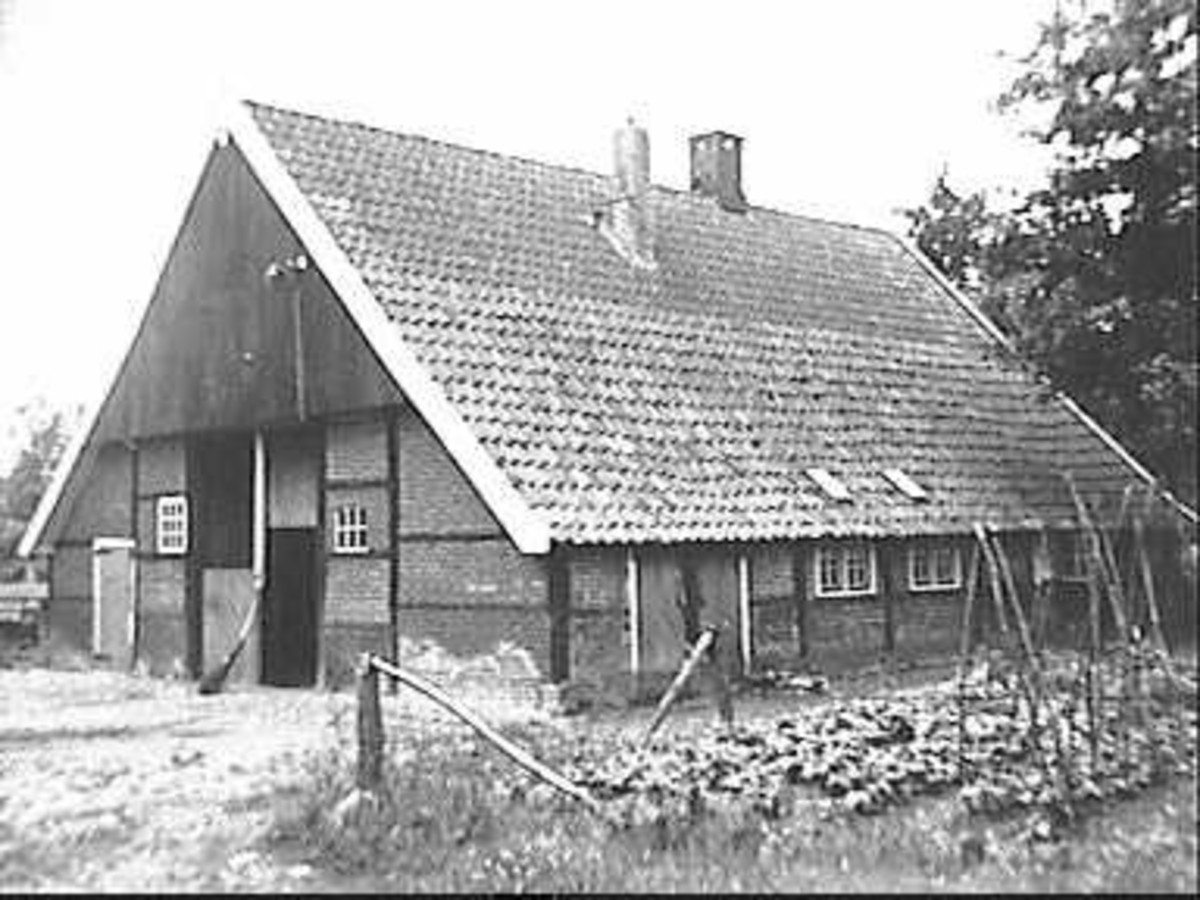
Boerderijtje
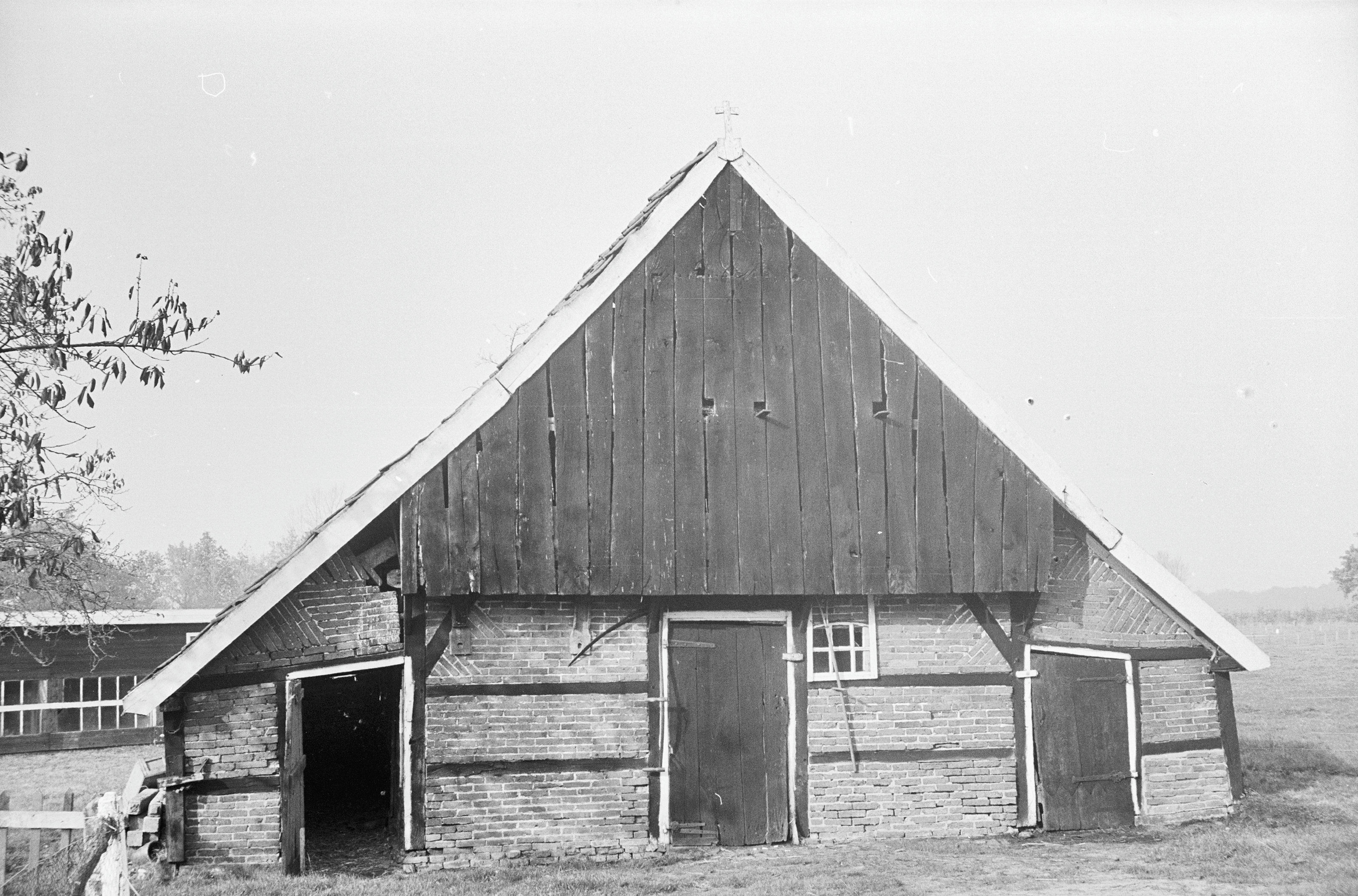
Oude schuur met vakwerk
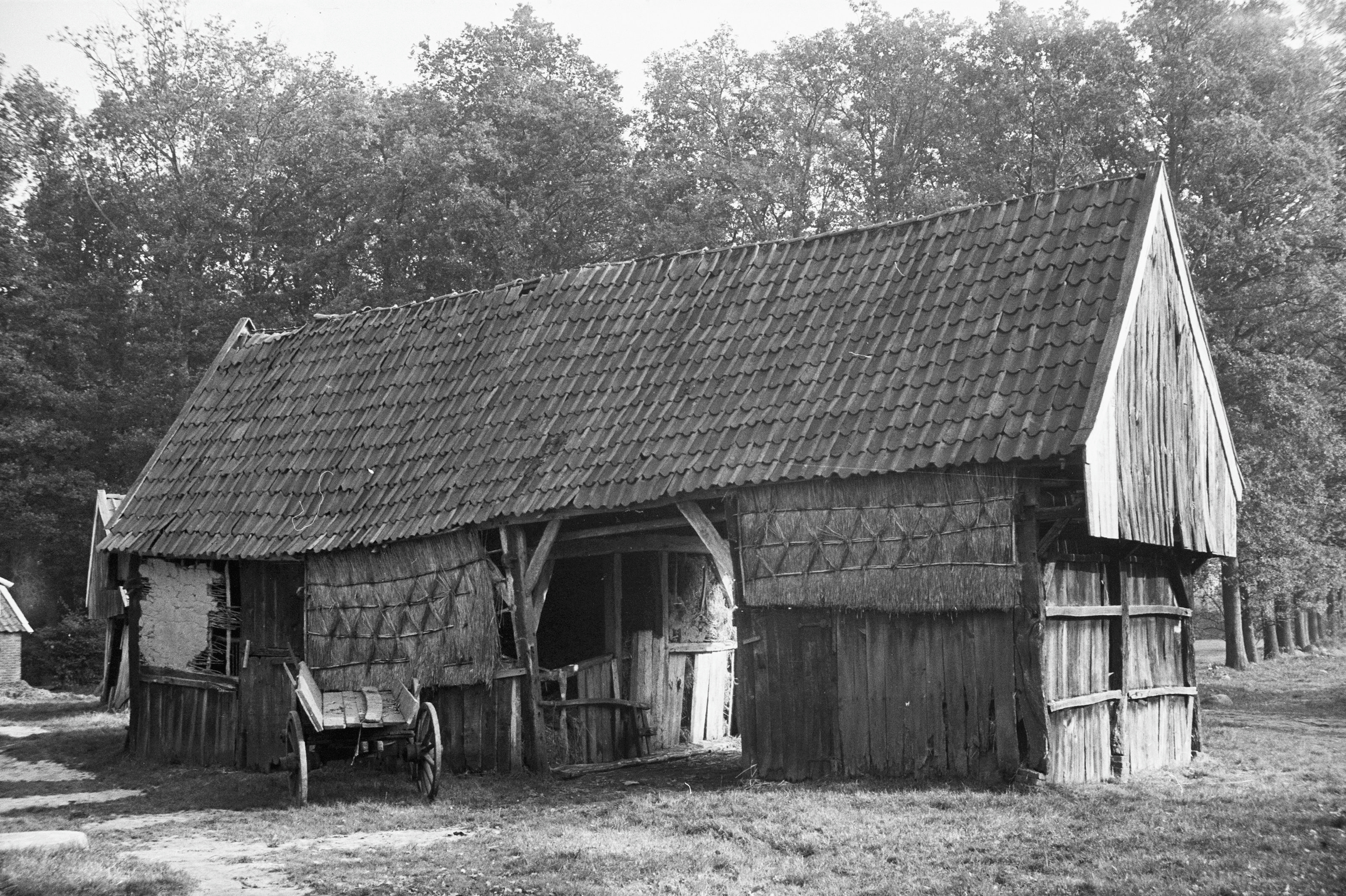
Hooischuur, type doorrijschuur
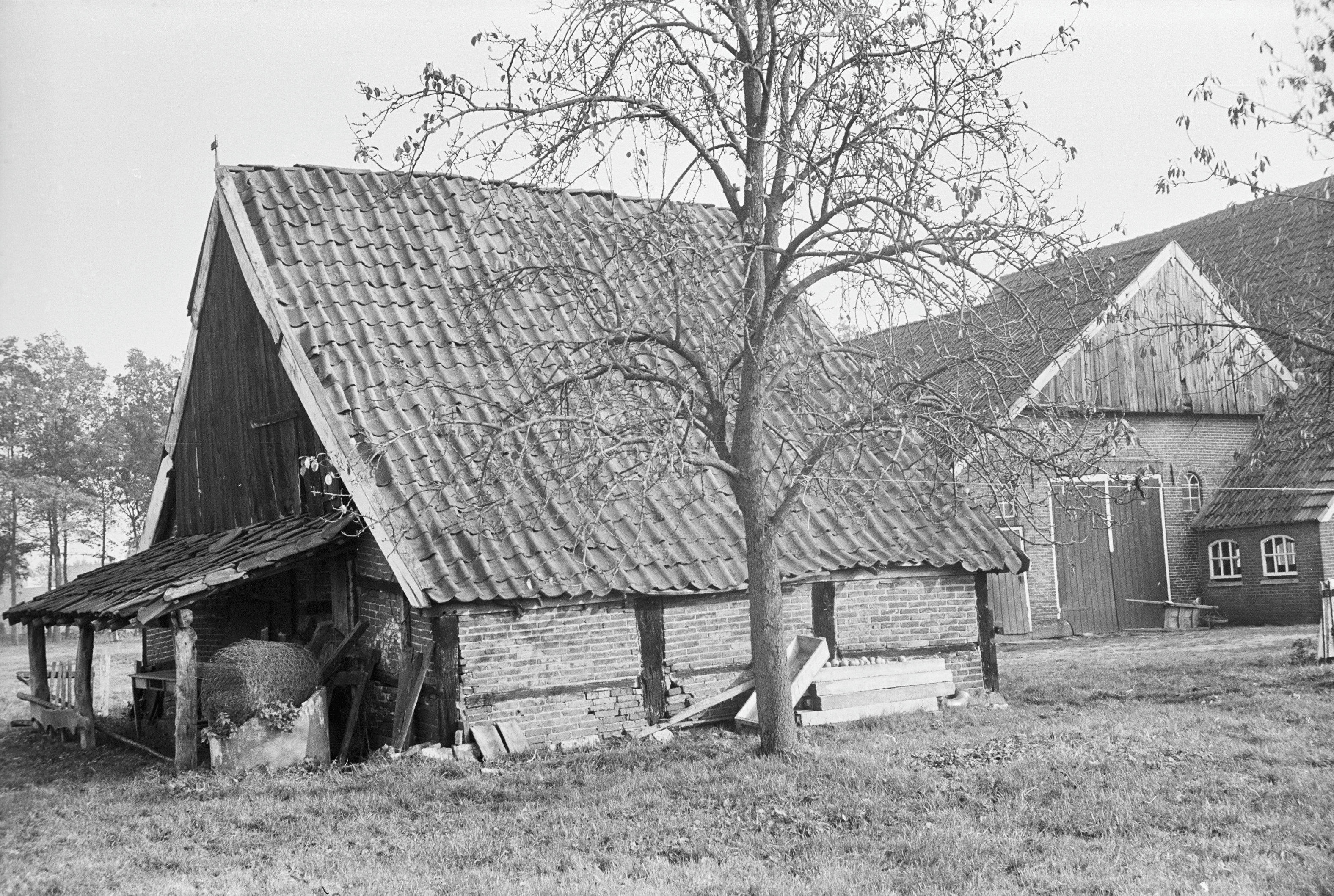
Schuur met vakwerk